# デビン・ブラウン
デビン・ブラウン（Devin LaVell Brown, 1978年12月30日 - ）はアメリカ合衆国ユタ州ソルトレイクシティ出身のバスケットボール選手。NBAのサンアントニオ・スパーズ、デンバー・ナゲッツ、ユタ・ジャズ、ニューオーリンズ・ホーネッツ、クリーブランド・キャバリアーズ、でプレーした。ポジションはシューティングガード。身長198cm、体重95kg。

## 経歴
2003年に、スパーズと契約し、2シーズンをプレーし、2005年のNBAチャンピオンメンバーとなった。

## プレイスタイル
シューティングガードだが、ボールハンドリングもよくポイントガードもできる。肩幅の広いがっちりした体型と弱点の少ない確実なプレーで、オールラウンドなプレーヤー。

## 脚註
1. ↑  Devin Brown---Basketball-reference.com
2. ↑  デビン・ブラウン　2005年プレーオフスタッツ---ESPN.COM